# Winthemia lateralis
Winthemia lateralis är en tvåvingeart som först beskrevs av Macquart 1843.  Winthemia lateralis ingår i släktet Winthemia och familjen parasitflugor. Inga underarter finns listade i Catalogue of Life.